# Charlotte Mary Brame
Charlotte Mary Brame (Hinckley, Leicestershire, Inglaterra, 1º de novembro de 1836 – Hinckley, Leicestershire, Inglaterra, 25 de novembro de 1884) foi uma romancista inglesa. Mais conhecida como Charlotte M. Brame, muitas vezes teve o seu nome grafado Braeme, apresentando-se sob pseudônimos na América, tais como Bertha M. Clay, e algumas vezes tem sido identificada com o nome de seu mais famoso romance, Dora Thorne.

## Biografia
Filha de Benjamin e Charlotte Agnes Law, devotos católicos romanos, após freqüentar a escola de um convento em Bristol e Preston, e uma “escola para moças” em Paris, trabalhou como educadora particular de crianças.
Charlotte tinha apenas 17 anos quando publicou seu primeiro conto. Em 7 de janeiro de 1863, casou com Phillip Edward Brame (1839–1886), um joalheiro de Londres, e o casal teve 9 filhos, mas apenas quatro alcançaram a idade adulta. Quando Brame teve dificuldades financeiras, Charlotte ajudou a sustentar sua família com seus escritos.
A família morou em Londres, Manchester, e Brighton e retornou a Hinckley, onde Charlotte morreu, em 1884, aos 48 anos. Sua família tinha muitas dívidas quando ela morreu, e os filhos foram entregues para tutores; seu marido suicidou-se em maio de 1886.

## Carreira literária
Seus livros tiveram muito sucesso junto ao público, mas teve inúmeros problemas com a pirataria de suas obras, em especial nos Estados Unidos.
Ela publicou sob seu nome verdadeiiro até 1876, quando Street & Smith publicaram "Thrown on the World"; ou, "Discarded Wife" sob o pseudônimo Bertha M. Clay. Suas iniciais verdadeiras, CMB, foram trocadas para BMC, e assim, para Bertha M. Clay para começar um novo nome para publicação nos Estados Unidos. Mesmo após sua morte, em 1884, Street & Smith continuaram usando o nome Bertha M. Clay como uma propriedade de sua editora. Vários escritores, talvez uma dúzia deles, tias como Frederick V. Dey e John R. Coryell foram publicados sob tal nome.
Na América, seus trabalhos apareceram em numeorsas publicações, incluindo Street & Smith's New York Weekly, Bertha Clay Library, Eagle Library, Eagle Séries, George Munro's Seaside Library e Fireside Companion, Westbrook's Hart Séries, além de dois romances na Beadle & Adams Waverly Library.
Os nomes pelos quais era creditada incluíram desde o verdadeiro Charlotte M. Brame (com a alternativa da variação do sobrenome para Braeme), Bertha M. Clay, Dora Thorne, Florence Norton, CMB e Caroline M. Burton. Houve centenas de títulos publicados com esses nomes. Arlene Moore documentou uma quantidade acima de 500 obras. Brame era autora de cerca de 73 obras, incluindo contos. após a morte de Brame, outros escritores, incluindo homens, escreveram sob o seu pseudônimo Bertha M. Clay. Entre tais escritores estão William J. Benners, William Cook, John Coryell, Frederick Dacre, Frederick Dey, Charles Garvice, Thomas C. Harbaugh e Thomas W. Henshaw.
Seu biógrafo, Gregory Drozdz, escreveu:
"Suas histórias apareceram em publicações populares semanais, tais como Bow Bells, London Reader e Family Herald. Ela foi incrivelmente prolífica, escrevendo cerca de 130 romances durante a vida. A ficção de Charlotte Brame esteve invariavelmente sediada nas casas de campo inglesas... ela reescreveu o tema do amor em todos os seus aspectos – amor velho, jovem, ciúme, suspeita, casamento entre classes diferentes, casamentos imprudentes. Valores morais com a honra, o senso do direito e o auto-sacrifício são louvados como grandes virtudes. Os livros também contêm fortes passagens descritivas, algumas relacionadas à Leicestershire... seu empenho literário, em um campo de domínio masculino, seus trabalhos de caridade, e sua resistência pessoal e adaptabilidade, em face da tragédia familiar e da doença, representam um triunfo na adversidade"

## Obras principais
- The Coquette's Victim
- Coralie
- Dora Thorne
- A Mad Love
- Marion Arleigh's Penance
- My Mother's Rival
- The Tragedy of the Chain Pier
- Wife in Name Only
- Her Martyrdom
- Marjorie Deane a novel

## Charlotte M. Brame no Brasil
- Louco Amor, volume 2 da Coleção Biblioteca das Moças, da Companhia Editora Nacional. Teve três edições pela Companhia Editora Nacional, a 1ª em 1935, a última em 1957. A partir da 3ª edição, foi publicado em 2 volumes.[4]
- A Aliança Partida, volume 20 da Coleção Biblioteca das Moças, da Companhia Editora Nacional. Teve 6 edições pela Companhia Editora Nacional, a 1ª em 1933, a última em 1948.[5]
- Arremessada ao Mundo, volume 35 da Coleção Biblioteca das Moças, da Companhia Editora Nacional. Teve 7 edições pela Companhia Editora Nacional, a 1ª em 1932, a última em 1957.[6]
- Sacrificada (Lady Elwyns secret), volume 83 da Coleção Biblioteca das Moças, da Companhia Editora Nacional. Tradução de Lígia Junqueira. Teve 3 edições pela Companhia Editora Nacional, a 1ª em 1940, a última em 1955.[7]
- Um Coração de Ouro, volume 84 da Coleção Biblioteca das Moças, da Companhia Editora Nacional. Teve duas edições pela Companhia Editora Nacional, em 1940 e 1946.[8]